# ラーニー・キ・ヴァーヴ
ラーニー・キ・ヴァーヴ (Rani ki vav) は、インド西部、グジャラート州のパータンに残る階段井戸である。インドの宗教文化とも結びついた独特の階段井戸は特に西インドに数多く残るが、サラスワティ川沿いに築かれたこの7層構造の階段井戸はその中でも代表的なものと位置づけられ、2014年にUNESCOの世界遺産リストに登録された。日本ではラニ・キ・ヴァヴ、ラーニー・ヴァーヴ、ラーニー・ワーウ、ラーニ・キ・ヴァヴ、ラーンキ・ヴァーヴなどとも表記される。また、ラーニー (rani) はインドの女王・王妃・王女などを意味し、ヴァーヴ (vav) は階段井戸をさす名称の一つであって、意味を訳して王妃の階段井戸と表記されることもある。世界遺産名称は、それらの併記である。

## 概要
インドの階段井戸は井戸と名が付いてはいるものの、日本語の「井戸」から想起される構造物からは乖離しているとしばしば言われ、実際にはヒンドゥー教やイスラームとも結びついた「神殿」のような建物である。紀元前3千年紀以来築かれてきたが、現在の様式につながるものは3世紀から4世紀ごろに現れ、6世紀以降に徐々に建築方法や様式が洗練されていった。
インドに数百単位で残る構造物で、うち100程度が良好な保存状態とされる。首都デリー周辺も含め、インド各地に見られるが、とりわけグジャラート州に多く残る。そのグジャラートに数多く残る階段井戸の中で、現存最古といわれ、また、規模の面でも最大級とされるのが、ラーニー・キ・ヴァーヴである。

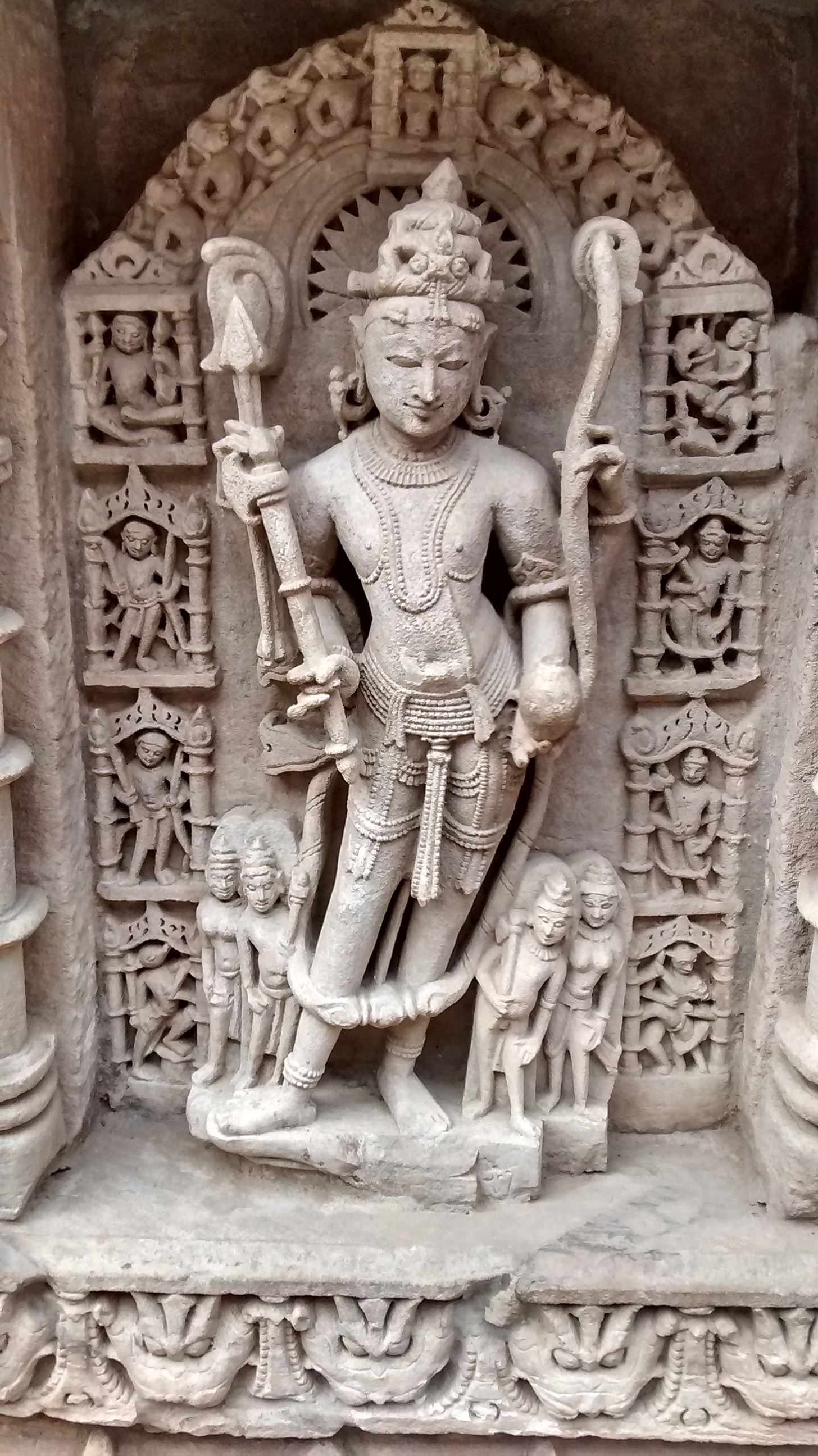
ラーニー・キ・ヴァーヴのヴィシュヌ像

ラーニー・キ・ヴァーヴは、ラージプート諸王朝のひとつ、チャウルキヤ朝（ソーラーンキー朝）のビーマデーヴァ1世王（在位1022年 - 1064年）の亡き後、彼を偲んで王妃ウダヤマティ (Udayamati) が11世紀中に建造したものである。パータンは当時の王都だった。その規模は奥行き約65 m、幅約 20 m、深さ約 27 mで、マル・グジャラ様式が採用された7層構造になっている。なお、グジャラート州は水と結びついた女神信仰が盛んだった土地であり、この地には、王妃、大富豪夫人といった女性が建てた階段井戸が多い。
その後、13世紀以降のサラスワティ川の氾濫で泥土に埋もれてしまい、本格的な調査は20世紀まで行われなかった。このことは、彫刻が良好な状態で保存されることにつながった。
レリーフに描かれた彫刻は大きなものだけで500体以上、小さいものも含むと1500にもなる。その中でも最奥部に位置するのがヴィシュヌで、春分・秋分に差し込む陽光に照らし出される場所で東向きに彫られている。

## 世界遺産
この物件が世界遺産の暫定リストに記載されたのは1998年7月3日のことであり、2013年1月31日に初めて推薦された。特徴的な「井戸」はアメリカ先住民やエチオピアの民族などにも見られるが、世界遺産委員会の諮問機関である国際記念物遺跡会議 (ICOMOS) は、それらと比べても独自の価値を認められるとした。また、インド国内に残る階段井戸の中には、壮麗さが特筆されるアダーラジの階段井戸をはじめ、各種文献で紹介されるものがいくつもあるが、ラーニー・キ・ヴァーヴはそれらの中でも、特に技術的・建築的観点や、装飾群の芸術的観点などから、顕著な価値を有するものとICOMOSから認められ、「登録」が勧告された。
2014年の第38回世界遺産委員会では、委員各国から技術面や芸術面に対する賛辞が相次ぎ、異論なく登録が認められた。

### 登録名
この世界遺産の正式登録名は英語: Rani-ki-Vav (the Queen’s Stepwell) at Patan, Gujarat および フランス語: Rani-ki-Vav (le puits à degrés de la Reine) à Patan, Gujerat である。その日本語訳は、以下のように若干の揺れがある。
- ラニ・キ・ヴァヴ グジャラート・パタンの女王の階段井戸 - 日本ユネスコ協会連盟[2]
- ラニ・キ・ヴァヴ : グジャラト州パタンにある王妃の階段井戸 - 世界遺産検定事務局[3][注釈 2]
- グジャラート州パータン、王妃の階段井戸 - 東京文化財研究所ほか[9][29]
- グジャラート州のパタンにあるラニ・キ・ヴァヴ（王妃の階段井戸） - 古田陽久・古田真美[30]
- グジャラート州パタンのラーニキヴァヴ（女王の階段井戸） - なるほど知図帳[31]

### 登録基準
この世界遺産は世界遺産登録基準のうち、以下の条件を満たし、登録された（以下の基準は世界遺産センター公表の登録基準からの翻訳、引用である）。
- (1) 人類の創造的才能を表現する傑作。
- (4) 人類の歴史上重要な時代を例証する建築様式、建築物群、技術の集積または景観の優れた例。

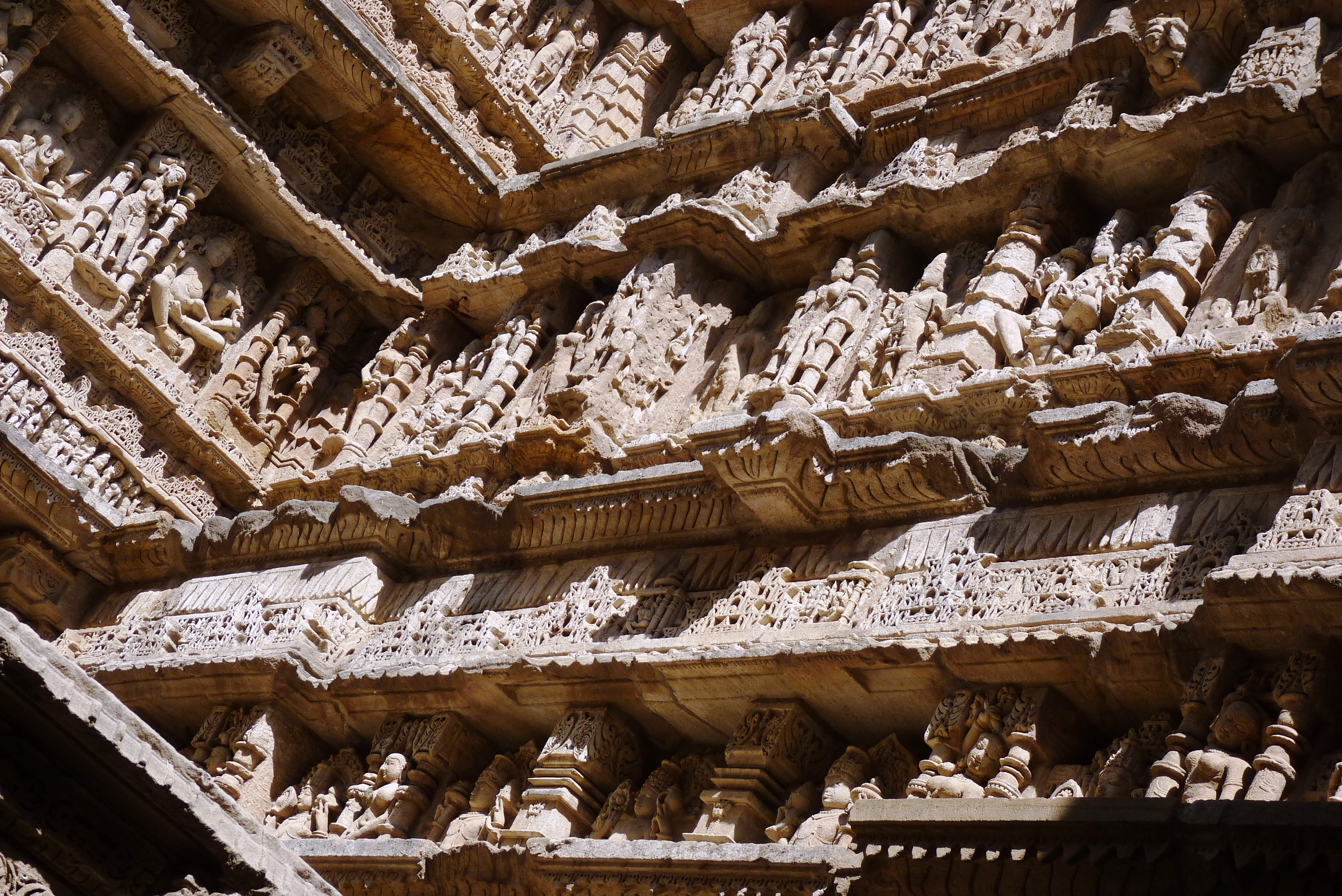
レリーフの数々

この階段井戸の芸術的・建築的意義などに対して適用されたものである。なお、もともとインド当局は基準 (1) と (3) で推薦していたが、ICOMOSが基準 (3) の理由説明として提示されたものは基準 (4) にこそふさわしいとして、適用基準の変更を勧告しており、委員会決議でもそれが踏襲された。